# リツィア (小惑星)
リツィア (528 Rezia) は、小惑星帯に位置する小惑星である。
マックス・ヴォルフがハイデルベルクで発見し、カール・マリア・フォン・ウェーバー作のオペラ『オベロン』の登場人物にちなんで命名された。